# Instituto de Física Teórica da Universidade Estadual Paulista
O Instituto de Física Teórica (IFT) é uma instituição de pesquisa e ensino em física localizada em São Paulo, no Brasil. Tendo sido inicialmente fundado como uma fundação de direito privado em 1952, foi incorporado à Universidade Estadual Paulista (UNESP) em 1987.  Seu corpo docente produz trabalhos científicos em diversas áreas da física e disciplinas correlatas, como a astrofísica, cosmologia e matemática. O Instituto de Física Teórica sedia um curso de pós-graduação em física. 
O Instituto desenvolve atividades de pesquisa em diversas áreas da Física Teórica (Física matemática, Teoria quântica de campos, Teoria das cordas, Cosmologia e Gravitação, Física Nuclear, Física Atômica, Física de átomos frios, Física de Partículas  Elementares, Mecânica Estatística e Dinâmica Não-Linear). Nos anos mais recentes tem estendido as suas atividades também à física experimental de altas energias. 
Fundado em uma tradição de pesquisa de qualidade, o IFT-UNESP tem convênios com diversos países do mundo e em suas instalações acontecem anualmente eventos internacionais.

## Pós-Graduação
O IFT oferece um curso de pós-graduação desde 1971, atualmente avaliado com nota 7 (numa escala de 1 a 7) pela Coordenação de Aperfeiçoamento de Pessoal de Nível Superior.  Oferece diplomas de mestrado e doutorado em física.  É um curso de grande tradição no Brasil, tendo formado centenas de doutores e mestres.

## ICTP-SAIFR
Em 2011 foi estabelecida uma colaboração entre o Abdus Salam International Centre for Theoretical Physics (ICTP), a UNESP e a Fundação de Amparo à Pesquisa do Estado de São Paulo que criou o ICTP South American Institute for Fundamental Research (ICTP-SAIFR).